# Abu Muhammad Abd al-Haqq
Abû Muhammad `Abd al-Haqq est né en 1420. Il succéda à son père Abû Sa`id `Uthmân ben Ahmad à l’âge d'un an en 1421 comme sultan mérinide. Il est mort égorgé à Fès en 1465 sans avoir de successeur.

## Histoire
`Abd al-Haqq' avait un an lorsque son père est mort en 1421. La régence était aux mains de la famille des Banû Wattas.

### Régence de l'émir Abû Zakarîyâ Yahyâ
Le premier régent fut Abû Zakarîyâ Yahyâ (1420-1448).
Après l'échec d'une expédition portugaise contre Tanger (1437), le roi du Portugal s'était engagé à livrer Ceuta et donna en otage son frère Ferdinand. Poussé par le pape, Édouard Ier de Portugal (Duarte I) préféra sacrifier son frère plutôt que sa place de commerce. L'infant captif à Fès pendant six ans y mourut (1443). L'Église le béatifia en 1470 en le considérant comme un martyr de la foi catholique.

### Régence de l'émir `Alî ben Yûsuf
`Abd al-Haqq n'avait encore que neuf ans lorsqu'`Alî ben Yûsuf a pris la succession d'Abû Zakarîyâ Yahyâ comme émir wattasside de 1448 jusqu'en 1458.
Après la prise de Constantinople par les turcs Ottomans en 1453, le roi du Portugal Alphonse V avait préparé une armée pour le départ en croisade à l'appel du pape. Il préféra finalement retourner ses forces contre un petit port situé entre Tanger et Ceuta. Il parvint à prendre Ksar Sghir en 1458.

### Fin des émirs wattassides
Yahyâ ben Abî Zakarîyâ Yahyâ succède à `Alî ben Yûsuf comme émir wattasside en 1458.
En 1459, `Abd al-Haqq, maintenant adulte, s'est retourné contre le régent et sa famille. Il les fit massacrer, seuls deux frères survécurent, dont celui qui en 1472 est devenu le premier sultan wattasside.
`Abd al-Haqq ne réussit pas à remplir convenablement ses fonctions de sultan. L'anarchie s'installa partout dans le royaume.
À Marrakech, qui échappait déjà depuis vingt ans au contrôle des Mérinides, on vit émerger un soufi du nom de Al-Jazûlî. Celui-ci avait réuni une armée de 13 000 fidèles et couvrait le pays de zaouïas.

### Fin de la dynastie mérinide
On soupçonna `Abd al-Haqq d'avoir fait tuer al-Jazûlî, et on lui reprocha d'avoir un juif pour ministre, Haroun Bettache. Au cours d'une révolte populaire à Fès, `Abd al-Haqq fut égorgé comme un animal de sacrifice (1465). Un Arabe idriside en profita pour se faire proclamer imam comme l'avait fait son ancêtre. Le pays est alors entré dans une période d'anarchie jusqu'en 1472.
Durant cette période et après plusieurs tentatives, Alphonse V est enfin parvenu à prendre Tanger en profitant des désordres de Fès (1471).

### Reprise du pouvoir par les sultans wattassides
L'un des survivants du massacre de 1459, Abû `Abd Allah ach-Chaykh Muhammad ben Yahyâ repris Fès et y installa les sultans wattassides en 1472.